# Somewhere Near Japan
«Somewhere Near Japan» es una canción escrita por John Phillips, Terry Melcher, Mike Love y Bruce Johnston para el grupo estadounidense de rock The Beach Boys. Fue editada en el álbum Still Cruisin' de 1989.

## Historia
El grueso de la canción fue escrito por John Philips, y se refiere a las experiencias de la luna de miel de su hija Mackenzie Phillips. Ella y su nuevo esposo, ambos abusadores de sustancias, volaron a Guam, y pronto tanto el dinero como las drogas se agotaron. Cuando su padre recibió una llamada telefónica de Phillips a última hora de la noche, pidiéndole que le enviara dinero o drogas, preferiblemente ambos: cuando le preguntó dónde estaba ella, la respuesta fue "en algún lugar cerca de Japón". Una grabación de finales de la década de 1980 de The New Mamas and The Papas (integrados pro John Philiips, Mackenzie Phillips, Scott McKenzie y Spanky McFarlane) bajo el título de "Fairy Tale Girl (Somewhere Near Japan)" se editó tardíamente en la compilación Many Mamas, Many Papas de 2010 de Varèse Sarabande.
El último lanzamiento de The Beach Boys describe a un protagonista que acuerda ir a rescatar a su "chica de cuento de hadas" que está "a la deriva en algo de basura china", un doble sentido para la heroína y un tipo de barco (en inglés: "driftin' on some Chinese junk"), a pesar de la probabilidad de que ella "rompa su corazón una vez más", concluyendo que (en inglés): ""I broke her fall and I always will".

## Grabación
"Somewhere Near Japan" presenta las voces principales de Mike Love, Carl Wilson, Al Jardine y Bruce Johnston. Brian Wilson no participó en la canción, ya que estaba involucrado en una terapia de rehabilitación con Eugene Landy en el momento de la grabación, por lo que no estuvo involucrado muy activamente en los proyectos de The Beach Boys. Sin embargo, Brian apareció en el video musical. La edición en sencillo es una remezcla de la grabación del álbum. Las guitarras de 12 cuerdas, mandolina y los solos fueron tocados por el músico de estudio de Los Ángeles, Craig Trippand Fall. La grabación principal se realizó en los estudios Red Barn Studios de Al Jardine en Big Sur, California. Keith Wechsler fue el ingeniero de sonido para el álbum Still Cruisin', y también para el álbum Summer in Paradise. La canción fue producida por Terry Melcher, quien coescribió la canción, y ayudó en los arreglos de las voces de fondo.

## Videoclip
El video musical presenta a Brian Wilson, Mike Love, Carl Wilson, Al Jardine y Bruce Johnston. En los momentos finales de "Somewhere Near Japan", los cinco miembros de la banda se presentaron juntos por primera vez desde el video de "California Dreamin'" sin embargo, el video de Brian Wilson se filmó por separado de los cuatro restantes y se superpuso en la postproduccicón. El video de "Somewhere Near Japan" sería la última vez que estos cinco miembros crearían un video musical para promocionar un sencillo original de The Beach Boys (los cinco volverían para el documental de Stars and Stripes Vol. 1 donde se crearon los subsiguientes videos).

## Créditos
The Beach Boys
- Mike Love – voz principal
- Carl Wilson – voz principal, teclados
- Al Jardine – voz principal, guitarra
- Bruce Johnston – voz principal, bajo, teclados

Adicionales
- Craig Trippand Fall – guitarra principal, mandolina
- Keith Wechsler – batería, teclados, programación
- Terry Melcher – coros